# Vondelstraat 51 (Amsterdam)
Vondelstraat 51 oftewel Huize Johanna is een monumentaal woonhuis aan de Vondelstraat in Amsterdam-West.

## Geschiedenis
Het is rond 1899 gebouwd in opdracht van concertzanger Johannes Messchaert en vernoemd naar zijn leerlinge en echtgenote Johanna Alma. De naam Johanna is vastgelegd in zandstenen boogsegment boven de toegang. De betreffende architect was Gerrit van Arkel, die hier ontwierp in de stijl van de art nouveau terug te vinden in constructie van het dak, balkon en erker. Opmerkelijk is dat het voor hem kenmerkende “torentje van Van Arkel” ontbreekt, maar deels is terug te vinden in de kleine erker annex balkon.
Het gebouw werd op 16 december 2008 tot gemeentelijk monument verklaard. In 2018 volgde een grote verbouwing, waarbij vanwege de monumentstatus niet al te veel aan het pand versleuteld mocht worden.

## Beschrijving
De villa kent een souterrain, een benedenhuis, een bovenhuis en zolderetage. Wat opvalt aan het gebouw is het gebrek aan symmetrie in de gevel. Het gebouw staat op een natuurstenen plint (met twee venstertjes) die links in de voorgevel met een trapje overgaat in de entree. Die toegang heeft een combinatie van hoekige en afgeronde delen met twee bloemversieringen. Deze motieven zijn ook te vinden in het tegelwerk van de portiek alsmede in de sierlijke hekwerken voor het glas in de toegangsdeuren.
Boven de plint is gepleisterd baksteen toegepast, dat een zachtroze pasteltint heeft. Dit wordt onderbroeken door een twee ramen brede erker rustend op drie consoles. Het dak van de erker dient voor de volle breedte tot balkon. Waar de ene erker ophoudt begint links daarvan een tweede; deze is slechts één raam breed (er zijn drie raamgangen) en wordt ondersteund door “maar” twee consoles Deze smalle erker draagt op zich ook een balkonnetje. Op de hoogte waar erker overgaat in balkon zitten een beide zijden van de gevel natuurstenen versieringen die als console voor de overstekende zijgevel dienen. Net daarboven bevindt zich een lijst met dito blokjes die de slechts enkele centimeters overstekende gevel dragen.
Die vierde verdieping heeft rechts in afwijking van de twee raamgangen eronder een drie ramen brede glaspartij, waarbij in de kozijnen daarvan de consoles voor de daklijst beginnen. De staanders van het linker balkon dragen dat deel van de daklijst; gaan ook over in consoles maar net niet aansluitend aan die rechts daarvan. Die vierde verdieping heeft in de gevel versieringen in de vorm van sgraffito, opnieuw met bloemmotieven. Boven de daklijst bevinden zich nog enkele dakkapellen met overstekend dak gedragen door consoles. Daar waar bij grachtenpanden de voorgevel soms wordt afgesloten met een trapgevel, schreef Van Arkel hier een soortgelijke gevel voor aan de zijgevel. Die zijgevel is verder geheel blind met een klein raampje ver boven het maaiveldniveau.

## Afbeeldingen

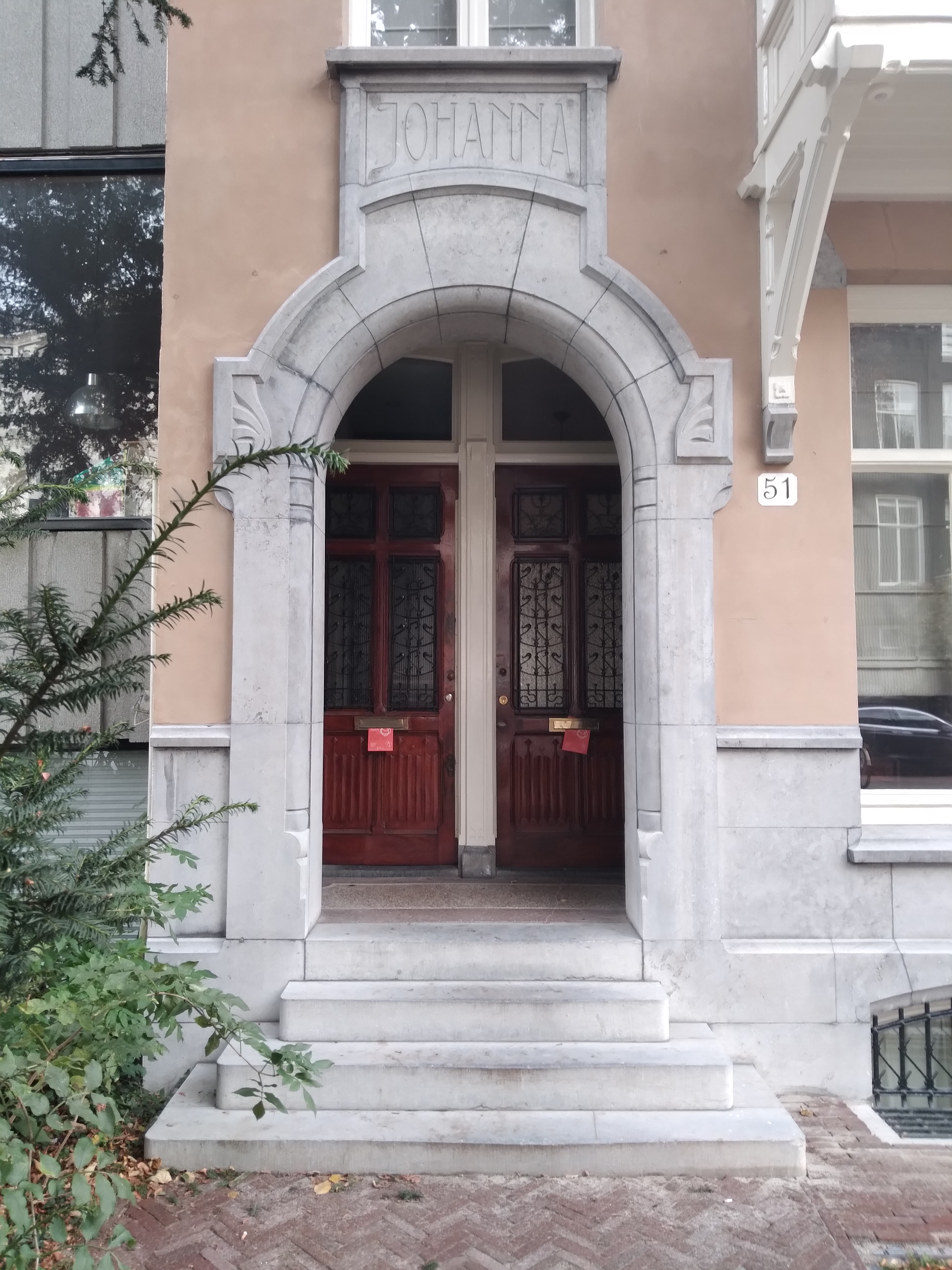
De naam Johanna is vastgelegd in zandstenen boogsegment boven de toegang.